# 都市対抗野球大会 (島根県勢)
本項は、都市対抗野球大会における島根県勢の戦績についてまとめたものである。

## 概略
- 島根県は一貫して中国地区に属している。現在ではクラブチーム1チームが活動している。
- 島根県勢は本大会に出場経験がない。47都道府県の中で他に出場経験がないのは山梨県、福井県。

## 通算成績
（第91回大会まで。中止となった第15回大会を除く）
- 延べ出場回数　なし
- 優勝回数　なし
- 準優勝回数　なし
- 通算勝敗　－